# Mary Zeldenrust-Noordanus
Mary Noordanus, beter bekend als Mary Zeldenrust-Noordanus ('s-Gravenhage, 8 april 1928 – Rotterdam, 14 januari 1984) was een Nederlands psycholoog-psychotherapeut en (in de periode 1962-1969) voorzitter van de NVSH.
In die functie was ze medeoprichter van het NISSO en betrokken bij de afsplitsing van de consultatiebureaus van de NVSH naar de Rutgers Stichting.
Zij ontpopte zich in de loop der tijd eveneens als een groot voorstandster en -vechtster van de totale vrijgave van (bijna) alle pornografie.
In haar laatste levensfase – Mary Zeldenrust overleed aan de gevolgen van borstkanker – spande zij zich bijzonder in voor nader onderzoek naar de relatie tussen kanker, de menselijke psyche en diverse omgevingsfactoren. Een van de terugkerende patronen die zij daarbij, mede op grond van de eigen biografie, op het spoor kwam, was dat van de complementariteit tussen uitgesproken introverte resp. extraverte karakterstructuren, en de typische hart- c.q. kankerpatiënt, de dynamiek tussen stressor en gestresseerde, alsmede de invloed van zelfontplooiing op helingsprocessen.

## Publicaties (selectie)
- De plaats van de seksualiteit in het huwelijk, samen met D. Zeldenrust (1920-1995)
- Onderzoek naar enige psychologische aspecten van de woninginrichting (1956)
- Leven in gezinsverband  - de invloed van de gezinsrelaties op het gedrag van kinderen (1959, 1967)
- Eindadvies van de Voorlopige begeleidingsgroep voor emancipatie-onderzoek over de stimulering van emancipatie-onderzoek (Ministerie van sociale zaken en werkgelegenheid (1983)